# Микитин, Ярослав Иванович
Ярослав Иванович Микитин (род. 1943) — председатель правления акционерного общества «Каховский завод электросварочного оборудования», Херсонская область, Герой Украины (2004).

## Биография
Родился 22 октября 1943 года в с. Дорогичевка Тернопольской области.
В 1963 году поступил во Львовский политехнический институт, в 1966 году перевёлся в Кишиневский политехнический институт, который закончил в 1968 году по специальности «инженер-механик».
- C 1968 года работал инженером-технологом на Харьковском электромеханическом заводе, затем — главным инженером Каховского треста колхозов Херсонской области.
- На «Каховском заводе электросварочного оборудования» работает с 1973 года:[2]
  - 1973−1978 — начальник конструкторского бюро,
  - 1978−1984 — главный конструктор,
  - 1984−1990 — главный инженер,
  - с 1990 — генеральный директор.

## Награды и звания
- Герой Украины (с вручением ордена Державы, 1 апреля 2004 — за выдающийся личный вклад в укрепление промышленного потенциала Украины, производство конкурентоспособной на мировом рынке электросварочной техники, многолетний добросовестный труд);
- Лауреат премии Совета Министров СССР в области науки и техники (1987);
- Академик академии инженерных наук Украины (1991);
- Заслуженный машиностроитель Украины (1995);
- Почётная грамота Кабинета Министров Украины (1999);
- Почётная грамота Верховной Рады Украины (2003).